# Waldo County
Waldo County is een county in de Amerikaanse staat Maine.
De county heeft een landoppervlakte van 1.890 km² en telt 36.280 inwoners (volkstelling 2000). De hoofdplaats is Belfast.